# Derisa farinosa
Derisa farinosa är en insektsart som beskrevs av Dlabola 1980. Derisa farinosa ingår i släktet Derisa och familjen Flatidae. Inga underarter finns listade i Catalogue of Life.